# 賽普爾嶺
77°56′S 160°8′E / 77.933°S 160.133°E
賽普爾嶺（英語：Siple Ridge）是南極洲的山嶺，位於維多利亞地的斯科特海岸，屬於夸特梅因山脈的一部分，長6公里、寬0.9公里，海拔高度2,570米，現時由南極條約體系管理。